# 舞鶴港遊覧船
舞鶴港遊覧船（まいづるこうゆうらんせん）とは、舞鶴市の舞鶴港から舞鶴湾で運行する観光遊覧船。また、その運営会社名。
現在定期運航中の航路は「海軍ゆかりの港めぐり遊覧船」。

## 概要
「あさなぎ」（19トン、航行区域は平水）、「飛鳥」（19トン、航行区域は沿海）の2隻を所有、運航している。
舞鶴湾に面した各集落間を運行する定期船であった船を、そのまま遊覧船として運行しており（少子化過疎化で定期船は廃止）、もともと遊覧船として設計された船ではないため、他社の遊覧船等に比して見晴らしが悪い席もある。

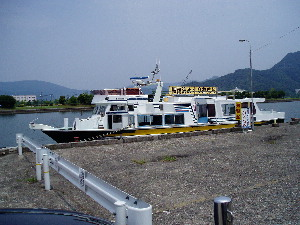
遊覧船「飛鳥」

最大120分をかけて近畿百景で第一位に選ばれた風光明媚な舞鶴湾のポイントをめぐるが、後述の海軍コース以外は受注運行となっている。
定期運行として、市役所裏の桟橋から｢海軍ゆかりの港めぐり遊覧船｣を運行している。運航母体は舞鶴観光協会。
毎年3月中旬から12月中旬まで運行しており、運行日は火、水、土日祝日と連休期間。また、近隣のイベントに合わせ運行することもあるほか、大型連休や盆等には増便する場合もある。団体で予約すれば、定期時間外にも随時運行する。
また、2020年から交通安全協会クルーズ事業部が同航路で遊覧船営業を開始したため、土日祝日については午前中の運航のみとなった。
なお、舞鶴港遊覧船が運航しない月、木、金曜日にも同クルーズ事業部が運航しており、舞鶴港遊覧船は冬季運休となるのに対し、同クルーズ事業部はほぼ通年運航している。
定期運行は1日3便で、火、水曜は11:00、13:00、14:00。土日祝は10:00、11:00、12:00。旧海軍ゆかりのポイントや、自衛隊施設をめぐる【海軍コース】として運行している。所要時間は約35分。
他の平日及び土日祝日午後からは、交通安全協会クルーズ事業部の遊覧船が運航しており、平日は舞鶴港遊覧船と同じ時間で、土日祝日午後は13：00、14：00、15：00に運航している。
なお、以前定期運航していた【引き揚げコース】は、採算が取れず2019年から受注運航となった。
2020年より、全便基本的にはガイドなし(音声テープ放送はあり)となったが、不定期にボランティアがガイドを行っている。
以前は舞鶴水交会（海自OB団体）がガイドをしていたが、2020年から就役する交通安全協会クルーズ事業部の件を、舞鶴観光協会は舞鶴港遊覧船や水交会に何らの相談もせず決定後通知し、加えて「そちらにもガイドとして乗ってくれ」と持ち掛けたことが発端となり、水交会側の怒りを買ったためガイドはなくなった（それ以前から舞鶴観光協会の独善的運営は内外で問題になっていた）。
2019年からネット予約システム（外部リンク参照）を導入した。当日券には限りがあるため、舞鶴観光協会はネット予約を推奨している。

## アクセス
- 京都交通路線バス各線「市役所前」下車徒歩3分
- JR東舞鶴駅より市役所方面へ徒歩20分